# بخش سالت راک، شهرستان ماریون، اوهایو
بخش سالت راک (به انگلیسی: Salt Rock Township) یک تاون‌شیپ در ایالات متحده آمریکا است که در شهرستان ماریون، اوهایو واقع شده‌است.
 بخش سالت راک ۶۳٫۶ کیلومتر مربع مساحت و ۶۷۳ نفر جمعیت دارد و ۲۷۸ متر بالاتر از سطح دریا واقع شده‌است.